# Tornei di tennis femminili nel 1919
Prima della nascita del WTA Tour, ossia l'apertura alle tenniste professioniste dei tornei che prima di quell'anno erano riservati alle tenniste dilettanti, tutti gli eventi più importanti erano amatoriali, tra questi c'erano i tornei del Grande Slam: gli Australasian Championships, il Torneo di Wimbledon e gli U.S. National Championships.

## Calendario

### Gennaio
| Settimana  | Torneo                                                     | Vincitore                                           | Finalista                 | Semifinalisti | Eliminati ai quarti |
| ---------- | ---------------------------------------------------------- | --------------------------------------------------- | ------------------------- | ------------- | ------------------- |
| 11 gennaio | Torneo di Pinehurst 1919 Pinehurst, USA Singolare - Doppio | Caroline Bogart 6-0 6-2                             | Marjorie Lake             |               |                     |
| 11 gennaio | Torneo di Pinehurst 1919 Pinehurst, USA Singolare - Doppio |                                                     |                           |               |                     |
| 11 gennaio | Torneo di Pinehurst 1919 Pinehurst, USA Singolare - Doppio | Doppio misto: Count Otto Salm Marjorie Lake 6-4 6-2 | N.A. Rose Caroline Bogart |               |                     |

### Febbraio
| Settimana   | Torneo                                                                          | Vincitore                                         | Finalista                      | Semifinalisti | Eliminati ai quarti |
| ----------- | ------------------------------------------------------------------------------- | ------------------------------------------------- | ------------------------------ | ------------- | ------------------- |
| 9 febbraio  | Casino Heights Invitational 1919 Brooklyn, USA Singolare - Doppio               | Molla Bjurstedt 6-2 6-4                           | Marie Wagner                   |               |                     |
| 9 febbraio  | Casino Heights Invitational 1919 Brooklyn, USA Singolare - Doppio               | Clare Cassel Marie Wagner 6-4 6-4                 | Molla Bjurstedt Eleonora Sears |               |                     |
| 17 febbraio | South of France Championships 1919 Nizza, Francia Singolare - Doppio            | Suzanne Lenglen 6-0 6-0                           | Doris Wolfson                  |               |                     |
| 17 febbraio | South of France Championships 1919 Nizza, Francia Singolare - Doppio            |                                                   |                                |               |                     |
| 17 febbraio | South of France Championships 1919 Nizza, Francia Singolare - Doppio            | Doppio misto: Suzanne Lenglen Max Décugis 6-2 6-2 | Doris Wolfson Nicolae Mishu    |               |                     |
| 28 febbraio | Florida State Championships 1919 Palm Beach, USA Terra rossa Singolare - Doppio | Molla Bjurstedt 6-1 6-2                           | Rawson Wood                    |               |                     |
| 28 febbraio | Florida State Championships 1919 Palm Beach, USA Terra rossa Singolare - Doppio | Eleonora Sears Teresa Wood 6-1 6-2                | Mrs L Helm Mrs E Moore         |               |                     |
| 28 febbraio | Florida State Championships 1919 Palm Beach, USA Terra rossa Singolare - Doppio | Doppio misto: Molla Bjurstedt Frederick Harris    | Eleonora Sears Craig Biddle    |               |                     |

### Marzo
| Settimana | Torneo                                                                         | Vincitore                                              | Finalista                      | Semifinalisti | Eliminati ai quarti |
| --------- | ------------------------------------------------------------------------------ | ------------------------------------------------------ | ------------------------------ | ------------- | ------------------- |
| 2 marzo   | Carlton Club Championships 1919 Cannes, Francia Terra rossa Singolare - Doppio | Suzanne Lenglen 6-1 6-1                                | Doris Wolfson                  |               |                     |
| 2 marzo   | Carlton Club Championships 1919 Cannes, Francia Terra rossa Singolare - Doppio |                                                        |                                |               |                     |
| 2 marzo   | Carlton Club Championships 1919 Cannes, Francia Terra rossa Singolare - Doppio | Doppio misto: Suzanne Lenglen Max Décugis 6-2 6-3      | Doris Wolfson Nicolae Mishu    |               |                     |
| 3 marzo   | Monte Carlo Cup 1919 Monte Carlo, Monte Carlo Singolare - Doppio               | Suzanne Lenglen 6-0 6-0                                | Doris Wolfson                  |               |                     |
| 3 marzo   | Monte Carlo Cup 1919 Monte Carlo, Monte Carlo Singolare - Doppio               | Suzanne Lenglen G Nativelle 6-1 6-1                    | Mme Vassal Doris Wolfson       |               |                     |
| 3 marzo   | Monte Carlo Cup 1919 Monte Carlo, Monte Carlo Singolare - Doppio               | Doppio misto: Suzanne Lenglen Max Décugis 6-4 6-2      | G Nativelle Pierre Albarran    |               |                     |
| 11 marzo  | Riviera Championships 1919 Mentone, Francia Singolare - Doppio                 | Suzanne Lenglen 6-0 6-1                                | Mlle A. Doublet                |               |                     |
| 11 marzo  | Riviera Championships 1919 Mentone, Francia Singolare - Doppio                 |                                                        |                                |               |                     |
| 11 marzo  | Riviera Championships 1919 Mentone, Francia Singolare - Doppio                 | Doppio misto: Suzanne Lenglen Max Décugis 6-2 6-1      | Mme Vassal M Fremaux           |               |                     |
| 15 marzo  | US Indoors 1919 New York, USA Singolare - Doppio                               | Hazel Hotchkiss 2-6 6-1 6-4                            | Marion Zinderstein             |               |                     |
| 15 marzo  | US Indoors 1919 New York, USA Singolare - Doppio                               | Hazel Wightman Marion Zinderstein 6-1 6-1              | Mrs A. Humphries Bessie Holden |               |                     |
| 22 marzo  | South Australian Championships 1919 Adelaide, Australia Singolare - Doppio     | Adela Hack 7-5 8-6                                     | Flora Rowe                     |               |                     |
| 22 marzo  | South Australian Championships 1919 Adelaide, Australia Singolare - Doppio     | Kath Le Messurier Mrs L. Rowe 6-2 6-2                  | Miss Parr Miss Twelftree       |               |                     |
| 22 marzo  | South Australian Championships 1919 Adelaide, Australia Singolare - Doppio     | Doppio misto: Kath Le Messurier AR Taylor 6-4 8-10 9-7 | Mrs L. Rowe AFR Scott          |               |                     |
| 25 marzo  | Cannes Championships 1919 Cannes, Francia Singolare - Doppio                   | Suzanne Lenglen 6-0 6-0                                | Elizabeth d'Ayen               |               |                     |
| 25 marzo  | Cannes Championships 1919 Cannes, Francia Singolare - Doppio                   |                                                        |                                |               |                     |
| 25 marzo  | Cannes Championships 1919 Cannes, Francia Singolare - Doppio                   | Doppio misto: Suzanne Lenglen Pierre Albarran 6-2 8-6  | Elizabeth d'Ayen André Gobert  |               |                     |

### Aprile
| Settimana | Torneo                                                                                | Vincitore                                                 | Finalista                              | Semifinalisti | Eliminati ai quarti |
| --------- | ------------------------------------------------------------------------------------- | --------------------------------------------------------- | -------------------------------------- | ------------- | ------------------- |
| 7 aprile  | British Covered Court Championships 1919 Londra, Gran Bretagna Singolare - Doppio     | Dorothea Douglass 6-3 6-3                                 | Dorothy Holman                         |               |                     |
| 7 aprile  | British Covered Court Championships 1919 Londra, Gran Bretagna Singolare - Doppio     |                                                           |                                        |               |                     |
| 7 aprile  | British Covered Court Championships 1919 Londra, Gran Bretagna Singolare - Doppio     | Doppio misto: Elizabeth Ryan Randolph Lycett 6-1 6-3      | Dorothy Holman Evan Gwynne Evans       |               |                     |
| 12 aprile | North & South Tournament 1919 Pinehurst, USA Singolare - Doppio                       | Marion Zinderstein 6-1 6-4                                | Marion Morse                           |               |                     |
| 12 aprile | North & South Tournament 1919 Pinehurst, USA Singolare - Doppio                       |                                                           |                                        |               |                     |
| 12 aprile | North & South Tournament 1919 Pinehurst, USA Singolare - Doppio                       | Doppio misto: Marion Zinderstein Vincent Richards 7-5 9-7 | Florence Ballin Bill Tilden            |               |                     |
| 19 aprile | Roehampton Hard Court Championships 1919 Roehampton, Gran Bretagna Singolare - Doppio | Elizabeth Ryan 6-3 6-1                                    | Aurea Edgington                        |               |                     |
| 19 aprile | Roehampton Hard Court Championships 1919 Roehampton, Gran Bretagna Singolare - Doppio | Dorothea Douglass Ethel Thomson walkover                  | Elizabeth Ryan Phyllis Satterthwaite   |               |                     |
| 19 aprile | Roehampton Hard Court Championships 1919 Roehampton, Gran Bretagna Singolare - Doppio | Doppio misto: Ethel Larcombe Major Ritchie 3-6 7-5 8-6    | Phyllis Satterthwaite Gerald Patterson |               |                     |

### Maggio
| Settimana | Torneo                                                                      | Vincitore                                           | Finalista                         | Semifinalisti | Eliminati ai quarti |
| --------- | --------------------------------------------------------------------------- | --------------------------------------------------- | --------------------------------- | ------------- | ------------------- |
| 19 maggio | Surrey Championships 1919 Surbiton, Gran Bretagna Singolare - Doppio        | Elizabeth Ryan walkover                             | Dorothea Douglass                 |               |                     |
| 19 maggio | Surrey Championships 1919 Surbiton, Gran Bretagna Singolare - Doppio        | Elizabeth Ryan Phyllis Satterthwaite 6-3 6-2        | Winifred Beamish Charlotte Sterry |               |                     |
| 19 maggio | Surrey Championships 1919 Surbiton, Gran Bretagna Singolare - Doppio        | Doppio misto: Winifred McNair Stanley Doust 6-3 6-2 | Mabel Parton Gerald Patterson     |               |                     |
| 26 maggio | Worcestershire Championships 1919 Malvern, Gran Bretagna Singolare - Doppio | Mrs A Hall 6-3 6-2                                  | MA Wright                         |               |                     |
| 26 maggio | Worcestershire Championships 1919 Malvern, Gran Bretagna Singolare - Doppio | G Foster Mrs D Hattersley-Smith 8-6 0-6 10-8        | Mrs A Hall Mrs Perrett            |               |                     |
| 26 maggio | Worcestershire Championships 1919 Malvern, Gran Bretagna Singolare - Doppio | Doppio misto: G Foster George Thomas 6-2 6-3        | D Smith WH Smith                  |               |                     |

### Giugno
| Settimana | Torneo                                                                       | Vincitore                                                         | Finalista                              | Semifinalisti | Eliminati ai quarti |
| --------- | ---------------------------------------------------------------------------- | ----------------------------------------------------------------- | -------------------------------------- | ------------- | ------------------- |
| giugno    | Pacific Coast Championships 1919 Berkeley, USA Singolare - Doppio            | Helen Baker 5-7 6-2 6-3                                           | Florence Sutton                        |               |                     |
| giugno    | Pacific Coast Championships 1919 Berkeley, USA Singolare - Doppio            | Helen Baker Anita Myers 6-4 6-4                                   | Mrs W. Harvey Florence Sutton          |               |                     |
| giugno    | Pacific Coast Championships 1919 Berkeley, USA Singolare - Doppio            | Doppio misto: Howard Kinsey Helen Baker 6-3 5-7 6-3               | W. Bates Mayme McDonald                |               |                     |
| 1º giugno | Middlesex Championships 1919 Chiswick Park, Gran Bretagna Singolare - Doppio | Elizabeth Ryan 6-2 4-6 6-4                                        | Winifred Beamish                       |               |                     |
| 1º giugno | Middlesex Championships 1919 Chiswick Park, Gran Bretagna Singolare - Doppio | Dorothea Douglass Elizabeth Ryan walkover                         | Winifred Beamish Edith Greville        |               |                     |
| 1º giugno | Middlesex Championships 1919 Chiswick Park, Gran Bretagna Singolare - Doppio | Doppio misto: Elizabeth Ryan Stanley Doust 4-6 8-6 6-3            | Geraldine Beamish GTC Watt             |               |                     |
| 2 giugno  | North London Championships 1919 Londra, Gran Bretagna Singolare - Doppio     | Dorothy Holman walkover                                           | Winifred Beamish                       |               |                     |
| 2 giugno  | North London Championships 1919 Londra, Gran Bretagna Singolare - Doppio     | Dorothy Holman Kitty McKane walokver                              | Winifred Beamish Edith Greville        |               |                     |
| 2 giugno  | North London Championships 1919 Londra, Gran Bretagna Singolare - Doppio     | Doppio misto: Dorothy Holman WA Ingram 6-2 6-1                    | Madeline O'Neill Herbert Roper Barrett |               |                     |
| 3 giugno  | Northern Championships 1919 Manchester, Gran Bretagna Singolare - Doppio     | Dorothea Lambert Chambers 7-5 6-3                                 | Ethel Thomson                          |               |                     |
| 3 giugno  | Northern Championships 1919 Manchester, Gran Bretagna Singolare - Doppio     | Dorothea Douglass Ethel Thomson 6-3 8-6                           | Elizabeth Ryan Phyllis Satterthwaite   |               |                     |
| 3 giugno  | Northern Championships 1919 Manchester, Gran Bretagna Singolare - Doppio     | Doppio misto: Dorothea Lambert Chambers Frank Riseley 4-6 6-3 8-6 | Elizabeth Ryan Stanley Doust           |               |                     |
| 9 giugno  | Metropolitan Grass Court Championships 1919 New York, USA Singolare - Doppio | Hazel Hotchkiss 1-6 6-4 6-2                                       | Eleanor Goss                           |               |                     |
| 9 giugno  | Metropolitan Grass Court Championships 1919 New York, USA Singolare - Doppio | Eleanor Goss Marion Zinderstein 6-2 6-1                           | Eleonora Sears Hazel Wightman          |               |                     |
| 9 giugno  | Metropolitan Grass Court Championships 1919 New York, USA Singolare - Doppio | Doppio misto: Marion Zinderstein Bill Tilden 6-3 6-4              | Eleanor Goss Walter Hall               |               |                     |
| 14 giugno | Kent Championships 1919 Beckenham, Gran Bretagna Singolare - Doppio          | Elizabeth Ryan 2-6 7-5 6-4                                        | Dorothea Douglass                      |               |                     |
| 14 giugno | Kent Championships 1919 Beckenham, Gran Bretagna Singolare - Doppio          | Dorothea Douglass Elizabeth Ryan 6-2 6-1                          | Kitty McKane Phyllis Satterthwaite     |               |                     |
| 14 giugno | Kent Championships 1919 Beckenham, Gran Bretagna Singolare - Doppio          | Doppio misto: Elizabeth Ryan George Thomas 7-9 6-0 6-3            | Winifred McNair Stanley Doust          |               |                     |
| 15 giugno | Ardsley Club Invitational 1919 Ardsley, USA Singolare - Doppio               | Claire Cassel 6-4 6-1                                             | Adelaide Browning                      |               |                     |
| 15 giugno | Ardsley Club Invitational 1919 Ardsley, USA Singolare - Doppio               | Helen Gilleaudeau Mrs L Morris 6-2 6-2                            | Florence Ballin Mrs de Forest-Candee   |               |                     |
| 15 giugno | Ardsley Club Invitational 1919 Ardsley, USA Singolare - Doppio               | Doppio misto: Emily Weaver WA Campbell 6-3 6-4                    | Mrs L Morris Alexander Iler            |               |                     |
| 16 giugno | Queen's Club Championships 1919 Londra, Gran Bretagna Singolare - Doppio     | Ethel Thomson 6-4 8-6                                             | Dorothy Holman                         |               |                     |
| 16 giugno | Queen's Club Championships 1919 Londra, Gran Bretagna Singolare - Doppio     | Dorothea Douglass Elizabeth Ryan 4-6 6-2 7-5                      | Phyllis Satterthwaite Ethel Thomson    |               |                     |
| 16 giugno | Queen's Club Championships 1919 Londra, Gran Bretagna Singolare - Doppio     | Doppio misto: Ethel Larcombe George Thomas 2-6 6-2 8-6            | Winifred McNair Stanley Doust          |               |                     |
| 21 giugno | U.S. National Championships 1919 Filadelfia, USA Erba Singolare - Doppio     | Hazel Hotchkiss 6-1, 6-2                                          | Marion Zinderstein                     |               |                     |
| 21 giugno | U.S. National Championships 1919 Filadelfia, USA Erba Singolare - Doppio     | Eleanor Goss Marion Zinderstein 10-8, 9-7                         | Hazel Hotchkiss Eleonora Sears         |               |                     |

### Luglio
| Settimana | Torneo                                                                                      | Vincitore                                                  | Finalista                             | Semifinalisti | Eliminati ai quarti |
| --------- | ------------------------------------------------------------------------------------------- | ---------------------------------------------------------- | ------------------------------------- | ------------- | ------------------- |
| 7 luglio  | Roehampton Grass Court Championships 1919 Roehampton, Gran Bretagna Erba Singolare - Doppio | Elizabeth Ryan Ethel Thomson titolo condiviso              |                                       |               |                     |
| 7 luglio  | Roehampton Grass Court Championships 1919 Roehampton, Gran Bretagna Erba Singolare - Doppio | Elizabeth Ryan Ethel Thomson 6-3 6-4                       | Dorothy Holman Kitty McKane           |               |                     |
| 8 luglio  | Torneo di Wimbledon 1919 Londra, Gran Bretagna Erba Singolare - Doppio                      | Suzanne Lenglen 10-8, 4-6, 9-7                             | Dorothea Douglass                     |               |                     |
| 8 luglio  | Torneo di Wimbledon 1919 Londra, Gran Bretagna Erba Singolare - Doppio                      | Suzanne Lenglen Elizabeth Ryan 4-6, 7-5, 6-3               | Dorothea Douglass Ethel Thomson       |               |                     |
| 9 luglio  | Torneo di Warwick 1919 Warwick, Gran Bretagna Singolare - Doppio                            | Phyllis Satterthwaite 6-4 6-3                              | Doris Craddock                        |               |                     |
| 9 luglio  | Torneo di Warwick 1919 Warwick, Gran Bretagna Singolare - Doppio                            |                                                            |                                       |               |                     |
| 12 luglio | Canadian Championships 1919 Toronto, Canada Singolare - Doppio                              | Marion Zinderstein 8-6 6-4                                 | Lois Bickle                           |               |                     |
| 12 luglio | Canadian Championships 1919 Toronto, Canada Singolare - Doppio                              | Florence Best Lois Bickle 7-5 6-2                          | Miss McDonald Marion Zinderstein      |               |                     |
| 12 luglio | Canadian Championships 1919 Toronto, Canada Singolare - Doppio                              | Doppio misto: Marion Zinderstein Harold Taylor 6-3 3-6 6-4 | Lois Bickle Frederick Anderson        |               |                     |
| 13 luglio | Eastern New York State Championships 1919 Mount Pleasant, USA Singolare - Doppio            | Marie Wagner 5-7 6-2 7-5                                   | Louise Hammond                        |               |                     |
| 13 luglio | Eastern New York State Championships 1919 Mount Pleasant, USA Singolare - Doppio            | Edith Handy Mrs E Lynch 6-0 11-9                           | Marie Wagner Mrs P Wilbourn           |               |                     |
| 13 luglio | Eastern New York State Championships 1919 Mount Pleasant, USA Singolare - Doppio            | Doppio misto: Marie Wagner Albert Ostendorf 6-4 8-6        | Mrs J Morris Henry Bansford           |               |                     |
| 16 luglio | Nottinghampshire Championships 1919 Nottingham, Gran Bretagna Singolare - Doppio            | Ethel Thomson 6-4 6-1                                      | Phyllis Satterthwaite                 |               |                     |
| 16 luglio | Nottinghampshire Championships 1919 Nottingham, Gran Bretagna Singolare - Doppio            | Phyllis Satterthwaite Ethel Thomson 6-2 6-0                | Miss Hogg Mrs F Walker                |               |                     |
| 16 luglio | Nottinghampshire Championships 1919 Nottingham, Gran Bretagna Singolare - Doppio            | Doppio misto: Ethel Larcombe Stanley Doust 6-2 3-6 9-7     | Phyllis Satterthwaite Pat O'Hara Wood |               |                     |
| 19 luglio | US Clay Court Championships 1919 Chicago, USA Terra rossa Singolare - Doppio                | Corinne Gould 6-4 6-2                                      | Carrie Neely                          |               |                     |
| 19 luglio | US Clay Court Championships 1919 Chicago, USA Terra rossa Singolare - Doppio                | Carrie Neeley Kathleen Voorhees                            |                                       |               |                     |
| 19 luglio | US Clay Court Championships 1919 Chicago, USA Terra rossa Singolare - Doppio                | Doppio misto: Marion Leighton Robert Kinsey                | Mrs R Field                           |               |                     |
| 20 luglio | Irish Championships 1919 Dublino, Irlanda Singolare - Doppio                                | Elizabeth Ryan 6-0 6-1                                     | Janet Jackson                         |               |                     |
| 20 luglio | Irish Championships 1919 Dublino, Irlanda Singolare - Doppio                                | Orea Beatty Janet Jackson 6-3 2-6 6-4                      | Nora Durlacher Elizabeth Ryan         |               |                     |
| 20 luglio | Irish Championships 1919 Dublino, Irlanda Singolare - Doppio                                | Doppio misto: Elizabeth Ryan Colonel FM Day 6-3 6-2        | Orea Beatty John Stokes               |               |                     |
| 22 luglio | Torneo di Frinton-on-Sea 1919 Frinton-on-Sea, Gran Bretagna Singolare - Doppio              | Kitty McKane walkover                                      | Joan Ruth Winch                       |               |                     |
| 22 luglio | Torneo di Frinton-on-Sea 1919 Frinton-on-Sea, Gran Bretagna Singolare - Doppio              | Dorothea Douglass Phyllis Satterthwaite 6-1 9-7            | Aurea Edgington Kitty McKane          |               |                     |
| 22 luglio | Torneo di Frinton-on-Sea 1919 Frinton-on-Sea, Gran Bretagna Singolare - Doppio              | Doppio misto: Dorothea Douglass Alfred Ingram 6-0 6-1      | E Tighe Ambrose Dudley                |               |                     |
| 23 luglio | Midland Counties Championships 1919 Edgbaston, Gran Bretagna Singolare - Doppio             | Ethel Thomson 4-6 6-2 7-5                                  | Winifred McNair                       |               |                     |
| 23 luglio | Midland Counties Championships 1919 Edgbaston, Gran Bretagna Singolare - Doppio             | Miss Davies Ethel Larcombe 7-5 6-4                         | Dora Geen Winifred McNair             |               |                     |
| 23 luglio | Midland Counties Championships 1919 Edgbaston, Gran Bretagna Singolare - Doppio             | Doppio misto: Winifred McNair Pat O'Hara Wood 6-3 7-5      | Ethel Larcombe Stanley Doust          |               |                     |
| 28 luglio | Northumberland Championships 1919 Newcastle, Gran Bretagna Singolare - Doppio               | Elizabeth Ryan 6-3 3-6 6-1                                 | Ethel Thomson                         |               |                     |
| 28 luglio | Northumberland Championships 1919 Newcastle, Gran Bretagna Singolare - Doppio               | Elizabeth Ryan Ethel Thomson 6-3 6-1                       | Dora Boothby Winifred McNair          |               |                     |
| 28 luglio | Northumberland Championships 1919 Newcastle, Gran Bretagna Singolare - Doppio               | Doppio misto: Elizabeth Ryan Pat O'Hara Wood walkover      | Winifred McNair Stanley Doust         |               |                     |

### Agosto
| Settimana | Torneo                                                                             | Vincitore                                            | Finalista                         | Semifinalisti | Eliminati ai quarti |
| --------- | ---------------------------------------------------------------------------------- | ---------------------------------------------------- | --------------------------------- | ------------- | ------------------- |
| agosto    | Torneo di Budleigh Station 1919 Budleigh Station, Gran Bretagna Singolare - Doppio | Dorothy Holman                                       | Phyllis Satterthwaite             |               |                     |
| agosto    | Torneo di Budleigh Station 1919 Budleigh Station, Gran Bretagna Singolare - Doppio |                                                      |                                   |               |                     |
| agosto    | Torneo di Carlisle 1919 Carlisle, Gran Bretagna Singolare - Doppio                 | Rimington                                            | K.B. Aitchison                    |               |                     |
| agosto    | Torneo di Carlisle 1919 Carlisle, Gran Bretagna Singolare - Doppio                 | Agnes Morton Watt                                    | K.B. Aitchison Brown              |               |                     |
| 4 agosto  | South of Scotland Championships 1919 Moffat, Gran Bretagna Singolare - Doppio      | Fergus                                               | Agnes Morton                      |               |                     |
| 4 agosto  | South of Scotland Championships 1919 Moffat, Gran Bretagna Singolare - Doppio      |                                                      |                                   |               |                     |
| 4 agosto  | Isle of Wight Sandown Championships 1919 Sandown, Gran Bretagna Singolare - Doppio | Winifred Beamish 6-3 4-6 6-3                         | Gladys Lamplough                  |               |                     |
| 4 agosto  | Isle of Wight Sandown Championships 1919 Sandown, Gran Bretagna Singolare - Doppio | Dorothy Holman Phyllis Howkins 3-6 6-4 6-3           | E Johnstone B Lee                 |               |                     |
| 4 agosto  | Isle of Wight Sandown Championships 1919 Sandown, Gran Bretagna Singolare - Doppio | Doppio misto: Winifred Beamish GTC Watt 6-3 6-3      | Mrs FW Donisthorpe FW Donisthorpe |               |                     |
| 4 agosto  | Suffolk Championships 1919 Saxmundham, Gran Bretagna Singolare - Doppio            | Phyllis Satterthwaite 6-4 6-0                        | Dorothy Shephard                  |               |                     |
| 4 agosto  | Suffolk Championships 1919 Saxmundham, Gran Bretagna Singolare - Doppio            |                                                      |                                   |               |                     |
| 4 agosto  | Long Island State Championships 1919 Woodmere, USA Singolare - Doppio              | Marie Wagner 8-6 6-3                                 | Mrs E Lynch                       |               |                     |
| 4 agosto  | Long Island State Championships 1919 Woodmere, USA Singolare - Doppio              | Helen Gilleaudeau Marie Wagner 6-1 6-3               | Edith Handy Grace Le Roy          |               |                     |
| 9 agosto  | Hampshire Championships 1919 Bournemouth, Gran Bretagna Singolare - Doppio         | Kitty McKane 6-2 6-1                                 | Doris Craddock                    |               |                     |
| 9 agosto  | Hampshire Championships 1919 Bournemouth, Gran Bretagna Singolare - Doppio         | Aurea Edgington Kitty McKane 6-3 7-9 6-3             | Eleanor Rose E Tanner             |               |                     |
| 9 agosto  | Hampshire Championships 1919 Bournemouth, Gran Bretagna Singolare - Doppio         | Doppio misto: Agnes Tuckey Charles Tuckey 6-3 8-6    | Kitty McKane John Gilbert         |               |                     |
| 11 agosto | East of England Championships 1919 Felixstowe, Gran Bretagna Singolare - Doppio    | Mrs HC Hextall 6-4 4-6 6-2                           | Mrs F Hodges                      |               |                     |
| 11 agosto | East of England Championships 1919 Felixstowe, Gran Bretagna Singolare - Doppio    | Mrs HC Hextall Manser                                | Hodges Orr                        |               |                     |
| 11 agosto | Torneo di Southampton 1919 Southampton, Gran Bretagna Singolare - Doppio           | Lee                                                  | Gladys Lamplough                  |               |                     |
| 11 agosto | Torneo di Southampton 1919 Southampton, Gran Bretagna Singolare - Doppio           | Agnes Tuckey                                         | Gladys Lamplough Pinckney         |               |                     |
| 11 agosto | Isle of Wight Ventnor Championships 1919 Ventnor, Gran Bretagna Singolare - Doppio | Dorothy Holman 6-4 6-1                               | Winifred Beamish                  |               |                     |
| 11 agosto | Isle of Wight Ventnor Championships 1919 Ventnor, Gran Bretagna Singolare - Doppio |                                                      |                                   |               |                     |
| 11 agosto | Isle of Wight Ventnor Championships 1919 Ventnor, Gran Bretagna Singolare - Doppio | Doppio misto: Geraldine Beamish GTC Watt 6-2 6-4     | Doris Craddock Walker             |               |                     |
| 16 agosto | Derbyshire Championships 1919 Buxton, Gran Bretagna Singolare - Doppio             | Elizabeth Ryan 3-6 6-4 7-5                           | Ethel Thomson                     |               |                     |
| 16 agosto | Derbyshire Championships 1919 Buxton, Gran Bretagna Singolare - Doppio             | Elizabeth Ryan Ethel Thomson 6-1 6-3                 | Mrs Howard Mrs Willcocks          |               |                     |
| 16 agosto | Derbyshire Championships 1919 Buxton, Gran Bretagna Singolare - Doppio             | Doppio misto: Elizabeth Ryan Louis Raymond 6-3 6-4   | Ethel Larcombe Brian Norton       |               |                     |
| 16 agosto | Torneo di Cromer 1919 Cromer, Gran Bretagna Singolare - Doppio                     | Towler                                               | Foley                             |               |                     |
| 16 agosto | Torneo di Cromer 1919 Cromer, Gran Bretagna Singolare - Doppio                     |                                                      |                                   |               |                     |
| 16 agosto | Queensland Championships 1919 Brisbane, Australia Singolare - Doppio               | Annie Baker-Ford 6-1 6-4                             | Annie Halley                      |               |                     |
| 16 agosto | Queensland Championships 1919 Brisbane, Australia Singolare - Doppio               | Annie Baker-Ford Annie Halley 6-4 6-0                | Miss McLean Miss Scott            |               |                     |
| 16 agosto | Worthing Autumn Meeting 1919 Worthing, Gran Bretagna Singolare - Doppio            | Phyllis Satterthwaite                                | Madeleine O'Neil                  |               |                     |
| 16 agosto | Worthing Autumn Meeting 1919 Worthing, Gran Bretagna Singolare - Doppio            |                                                      |                                   |               |                     |
| 18 agosto | Cinque Port Championships 1919 Folkestone, Gran Bretagna Singolare - Doppio        | Winifred McNair 6-0 6-2                              | Dorothy Shephard                  |               |                     |
| 18 agosto | Cinque Port Championships 1919 Folkestone, Gran Bretagna Singolare - Doppio        | Torneo non disputato                                 |                                   |               |                     |
| 18 agosto | Cinque Port Championships 1919 Folkestone, Gran Bretagna Singolare - Doppio        | Doppio misto: Winifred McNair Stanley Doust 6-0 6-3  | Mrs Spoor BJ Majendie             |               |                     |
| 18 agosto | North of England Championships 1919 Scarborough, Gran Bretagna Singolare - Doppio  | Elizabeth Ryan 6-2, 6-1                              | Leslie Cadle                      |               |                     |
| 18 agosto | North of England Championships 1919 Scarborough, Gran Bretagna Singolare - Doppio  | Elizabeth Ryan Ethel Thomson 6-1 6-3                 | Peggy Dransfield Mrs R Middleton  |               |                     |
| 18 agosto | North of England Championships 1919 Scarborough, Gran Bretagna Singolare - Doppio  | Doppio misto: Pat O'Hara Wood Ethel Larcombe 7-5 6-1 | Elizabeth Ryan Louis Raymond      |               |                     |
| 25 agosto | Torneo di Deauville 1919 Deauville, Francia Singolare - Doppio                     | Suzanne Lenglen 6-1 6-3                              | Marguerite Broquedis              |               |                     |
| 25 agosto | Torneo di Deauville 1919 Deauville, Francia Singolare - Doppio                     | Suzanne Lenglen Doris Wolfson 6-0 6-1                | M Sichel Daisy Speranza           |               |                     |
| 25 agosto | Torneo di Deauville 1919 Deauville, Francia Singolare - Doppio                     | Doppio misto: Suzanne Lenglen Max Décugis 6-1 6-3    | M Sichel Pierre Albarran          |               |                     |
| 28 agosto | Torneo di Shanklin 1919 Shanklin, Gran Bretagna Singolare - Doppio                 | Winifred Beamish 6-2 6-3                             | Lee                               |               |                     |
| 28 agosto | Torneo di Shanklin 1919 Shanklin, Gran Bretagna Singolare - Doppio                 | Winifred Beamish Lee                                 | Cates Mrs JB Perrett              |               |                     |

### Settembre
| Settimana    | Torneo                                                                             | Vincitore                                                       | Finalista                                    | Semifinalisti | Eliminati ai quarti |
| ------------ | ---------------------------------------------------------------------------------- | --------------------------------------------------------------- | -------------------------------------------- | ------------- | ------------------- |
| 8 settembre  | South of England Championships 1919 Eastbourne, Gran Bretagna Singolare - Doppio   | Elizabeth Ryan 6-1 6-2                                          | Phyllis Satterthwaite                        |               |                     |
| 8 settembre  | South of England Championships 1919 Eastbourne, Gran Bretagna Singolare - Doppio   | Dorothea Douglass Elizabeth Ryan 6-2 6-1                        | Winifred McNair Mabel Parton                 |               |                     |
| 8 settembre  | South of England Championships 1919 Eastbourne, Gran Bretagna Singolare - Doppio   | Doppio misto: Dorothea Lambert Chambers Pat O'Hara Wood 6-1 6-4 | B Lee W Radcliffe                            |               |                     |
| 15 settembre | Kent Coast Championships 1919 Hythe, Gran Bretagna Singolare - Doppio              | Kitty McKane 6-1 6-4                                            | Phyllis Satterthwaite                        |               |                     |
| 15 settembre | Kent Coast Championships 1919 Hythe, Gran Bretagna Singolare - Doppio              | Winifred McNair Kitty McKane 6-2 6-4                            | Phyllis Howkins Covell Phyllis Satterthwaite |               |                     |
| 15 settembre | Kent Coast Championships 1919 Hythe, Gran Bretagna Singolare - Doppio              | Doppio misto: Mrs Saint-George Herbert Roper Barrett 6-3 6-4    | Phyllis Howkins RS Dixon                     |               |                     |
| 16 settembre | New York State Championships 1919 New York, USA Singolare - Doppio                 | Helen Gilleaudeau 6-1 6-3                                       | Mrs H. Eaton                                 |               |                     |
| 16 settembre | New York State Championships 1919 New York, USA Singolare - Doppio                 | Helen Gilleaudeua Marie Wagner 6-3 6-1                          | Molla Mallory Emily Weaver                   |               |                     |
| 16 settembre | New York State Championships 1919 New York, USA Singolare - Doppio                 | Doppio misto: Emily Weaver Lyle Mahan 8-6 5-7 7-5               | Marie Wagner Albert Ostendorf                |               |                     |
| 17 settembre | Le Touquet First Meeting 1919 Le Touquet, Francia Singolare - Doppio               | Suzanne Lenglen 6-0 6-1                                         | Madeleine O'Neil                             |               |                     |
| 17 settembre | Le Touquet First Meeting 1919 Le Touquet, Francia Singolare - Doppio               |                                                                 |                                              |               |                     |
| 17 settembre | Le Touquet First Meeting 1919 Le Touquet, Francia Singolare - Doppio               | Doppio misto: Suzanne Lenglen Leo Lyle 6-1 6-0                  | Madeline O'Neill Alfred Beamish              |               |                     |
| 19 settembre | Longwood Cricket Club Tournament 1919 Brookline, USA Singolare - Doppio            | Hazel Hotchkiss                                                 | Marion Zinderstein                           |               |                     |
| 19 settembre | Longwood Cricket Club Tournament 1919 Brookline, USA Singolare - Doppio            | Florence Ballin Hazel Wightman                                  | Leslie Bancroft Marion Zinderstein           |               |                     |
| 19 settembre | Longwood Cricket Club Tournament 1919 Brookline, USA Singolare - Doppio            | Doppio misto: Hazel Wightman Richard Williams 6-1 6-3           | Marion Zinderstein Edward Whitney            |               |                     |
| 22 settembre | Hendon Hard Court Championships 1919 Hendon, Gran Bretagna Singolare - Doppio      | Elizabeth Ryan 7-9 6-2 6-1                                      | Dorothy Holman                               |               |                     |
| 22 settembre | Hendon Hard Court Championships 1919 Hendon, Gran Bretagna Singolare - Doppio      | Elizabeth Ryan Ethel Thomson 6-2 6-2                            | Winifred McNair Kitty McKane                 |               |                     |
| 22 settembre | Hendon Hard Court Championships 1919 Hendon, Gran Bretagna Singolare - Doppio      | Doppio misto: Ethel Larcombe Pat O'Hara Wood 6-1 6-3            | Elizabeth Ryan Stanley Doust                 |               |                     |
| 23 settembre | Rockaway Hunting Club Invitational 1919 Cedarhurst, USA Singolare - Doppio         | Molla Bjurstedt 5-7 7-5 6-4                                     | Hazel Hotchkiss                              |               |                     |
| 23 settembre | Rockaway Hunting Club Invitational 1919 Cedarhurst, USA Singolare - Doppio         | Hazel Wightman Marion Zinderstein                               | Molla Mallory Emily Weaver                   |               |                     |
| 27 settembre | New Jersey State Championships 1919 Orange, USA Singolare - Doppio                 | Molla Bjurstedt 6-1 6-1                                         | Florence Sheldon                             |               |                     |
| 27 settembre | New Jersey State Championships 1919 Orange, USA Singolare - Doppio                 | Molla Mallory Mrs D. Mills 6-3 6-3                              | Florence Ballin Mrs L. Morris                |               |                     |
| 27 settembre | New Jersey State Championships 1919 Orange, USA Singolare - Doppio                 | Doppio misto: Mrs L Morris Alexander Iler 6-2 5-7 6-0           | Marguerite Moller R van Vliet                |               |                     |
| 29 settembre | Welsh Covered Court Championships 1919 Craigside, Gran Bretagna Singolare - Doppio | Phyllis Satterthwaite 6-0 6-2                                   | Miss Pridmore                                |               |                     |
| 29 settembre | Welsh Covered Court Championships 1919 Craigside, Gran Bretagna Singolare - Doppio |                                                                 |                                              |               |                     |
| 29 settembre | Welsh Covered Court Championships 1919 Craigside, Gran Bretagna Singolare - Doppio | Doppio misto: Phyllis Satterthwaite Arthur 6-3 7-9 6-3          | Mrs Hall AM Lovibond                         |               |                     |

### Ottobre
| Settimana  | Torneo                                                                           | Vincitore                                                      | Finalista                         | Semifinalisti | Eliminati ai quarti |
| ---------- | -------------------------------------------------------------------------------- | -------------------------------------------------------------- | --------------------------------- | ------------- | ------------------- |
| 8 ottobre  | West Side Club Championships 1919 New York, USA Singolare - Doppio               | Molla Bjurstedt 6-3 6-1                                        | Maud Barger-Wallach               |               |                     |
| 8 ottobre  | West Side Club Championships 1919 New York, USA Singolare - Doppio               | Mrs E Duble Eleanor Goss 5-7 6-4 6-2                           | Mrs R Pope Mrs A Ranney           |               |                     |
| 20 ottobre | London Covered Court Championships 1919 Londra, Gran Bretagna Singolare - Doppio | Winifred Beamish 2-6 6-1 9-7                                   | Kitty McKane                      |               |                     |
| 20 ottobre | London Covered Court Championships 1919 Londra, Gran Bretagna Singolare - Doppio | Torneo non disputato                                           |                                   |               |                     |
| 20 ottobre | London Covered Court Championships 1919 Londra, Gran Bretagna Singolare - Doppio | Doppio misto: Dorothea Lambert Chambers Frank Fischer 11-9 7-5 | Geraldine Beamish Pat O'Hara Wood |               |                     |

### Novembre
| Settimana   | Torneo                                                                    | Vincitore                                           | Finalista                             | Semifinalisti | Eliminati ai quart |
| ----------- | ------------------------------------------------------------------------- | --------------------------------------------------- | ------------------------------------- | ------------- | ------------------ |
| 15 novembre | World Covered Court Championships 1919 Parigi, Francia Singolare - Doppio | Dorothy Holman 6-3 6-4                              | Germaine Golding                      |               |                    |
| 15 novembre | World Covered Court Championships 1919 Parigi, Francia Singolare - Doppio | Winifred Beamish Kitty McKane 6-3 6-4               | Dorothy Holman Phyllis Howkins Covell |               |                    |
| 15 novembre | World Covered Court Championships 1919 Parigi, Francia Singolare - Doppio | Doppio misto: Max Décugis Geraldine Beamish 6-3 6-3 | William Laurentz Germaine Golding     |               |                    |
| 29 novembre | Victorian Championships 1919 Melbourne, Australia Singolare - Doppio      | Annie Ford 7-5 7-5                                  | Irene Forbes-Smith                    |               |                    |
| 29 novembre | Victorian Championships 1919 Melbourne, Australia Singolare - Doppio      | Annie Ford Floris Saint George walkover             | Mall Molesworth Esna Boyd             |               |                    |
| 29 novembre | Victorian Championships 1919 Melbourne, Australia Singolare - Doppio      | Doppio misto: Randolph Lycett Annie Ford 6-2 7-5    | Rupert Wertheim Dorothy Schlesinger   |               |                    |

### Dicembre
| Settimana   | Torneo                                                                    | Vincitore                                                 | Finalista                        | Semifinalisti | Eliminati ai quarti |
| ----------- | ------------------------------------------------------------------------- | --------------------------------------------------------- | -------------------------------- | ------------- | ------------------- |
| 13 dicembre | New South Wales Championships 1919 Sydney, Australia Singolare - Doppio   | Margaret Molesworth 2-6 6-4 6-1                           | Annie Ford                       |               |                     |
| 13 dicembre | New South Wales Championships 1919 Sydney, Australia Singolare - Doppio   | Irene Forbes-Smith Sylvia Lance 6-4 6-8 7-5               | Eva Collings Mrs H Fuller        |               |                     |
| 13 dicembre | New South Wales Championships 1919 Sydney, Australia Singolare - Doppio   | Doppio misto: Mrs H Fuller Frank Peach 4-6 6-4 6-3        | Floris Saint-George Norman Peach |               |                     |
| 30 dicembre | New Zealand Championships 1919 Auckland, Nuova Zelanda Singolare - Doppio | Mrs Hodges 6-1 6-1                                        | Marjore McFarlane                |               |                     |
| 30 dicembre | New Zealand Championships 1919 Auckland, Nuova Zelanda Singolare - Doppio | Mrs Hodges Marjore McFarlane 5-7 6-1 6-2                  | Mrs Marchbanks Margaret Peacock  |               |                     |
| 30 dicembre | New Zealand Championships 1919 Auckland, Nuova Zelanda Singolare - Doppio | Doppio misto: Marjorie McFarlane EW Griffiths 3-6 6-3 6-3 | Mrs Hodges Goss                  |               |                     |

### Senza data
| Settimana | Torneo                                                                      | Vincitore       | Finalista                 | Semifinalisti | Eliminati ai quarti |
| --------- | --------------------------------------------------------------------------- | --------------- | ------------------------- | ------------- | ------------------- |
|           | Swiss Covered Court Championships 1919 , Svizzera Indoor Singolare - Doppio | Lilí de Álvarez | non conosciuta (bandiera) |               |                     |
|           | Swiss Covered Court Championships 1919 , Svizzera Indoor Singolare - Doppio |                 |                           |               |                     |
|           | Torneo di La Jolla 1919 La Jolla, USA Singolare - Doppio                    | Marion Williams | non conosciuta (bandiera) |               |                     |
|           | Torneo di La Jolla 1919 La Jolla, USA Singolare - Doppio                    |                 |                           |               |                     |
|           | Indian Championships 1919 , India Singolare - Doppio                        | Irene Peacock   | non conosciuta (bandiera) |               |                     |
|           | Indian Championships 1919 , India Singolare - Doppio                        |                 |                           |               |                     |